# Koromiliá (ort i Grekland, Mellersta Makedonien)
Koromiliá är en ort i Grekland.   Den ligger i prefekturen Nomós Kilkís och regionen Mellersta Makedonien, i den norra delen av landet, 400 km norr om huvudstaden Aten. Koromiliá ligger 248 meter över havet och antalet invånare är 774.
Terrängen runt Koromiliá är platt åt sydväst, men åt nordost är den kuperad. Runt Koromiliá är det glesbefolkat, med 10 invånare per kvadratkilometer. Närmaste större samhälle är Kilkis, 9,4 km söder om Koromiliá. Trakten runt Koromiliá består till största delen av jordbruksmark.